# کوچ اینکورپوریتد
کوچ اینکورپوریتد (انگلیسی: Coach, Inc.) شرکت کالای لوکس آمریکایی است، که در زمینه طراحی، تولید و توزیع انواع لباس، کفش، جواهرات، عینک و ساعت فعالیت می‌نماید. شرکت کوچ در سال ۱۹۴۱ توسط داون هیوز و مایلز کاهن تأسیس شد و هم‌اکنون دفتر مرکزی این شرکت در شهر نیویورک، ایالات متحده آمریکا مستقر می‌باشند.